# Collinsvale
Collinsvale är en del av en befolkad plats i Australien. Den ligger i kommunen Glenorchy och delstaten Tasmanien, i den sydöstra delen av landet, omkring 11 kilometer nordväst om delstatshuvudstaden Hobart. Antalet invånare är 859.
Runt Collinsvale är det tätbefolkat, med 411 invånare per kvadratkilometer.. Närmaste större samhälle är Hobart, omkring 11 kilometer öster om Collinsvale. 
I omgivningarna runt Collinsvale växer i huvudsak städsegrön lövskog. Genomsnittlig årsnederbörd är 697 millimeter. Den regnigaste månaden är juli, med i genomsnitt 78 mm nederbörd, och den torraste är februari, med 41 mm nederbörd.